# 名色スキー場

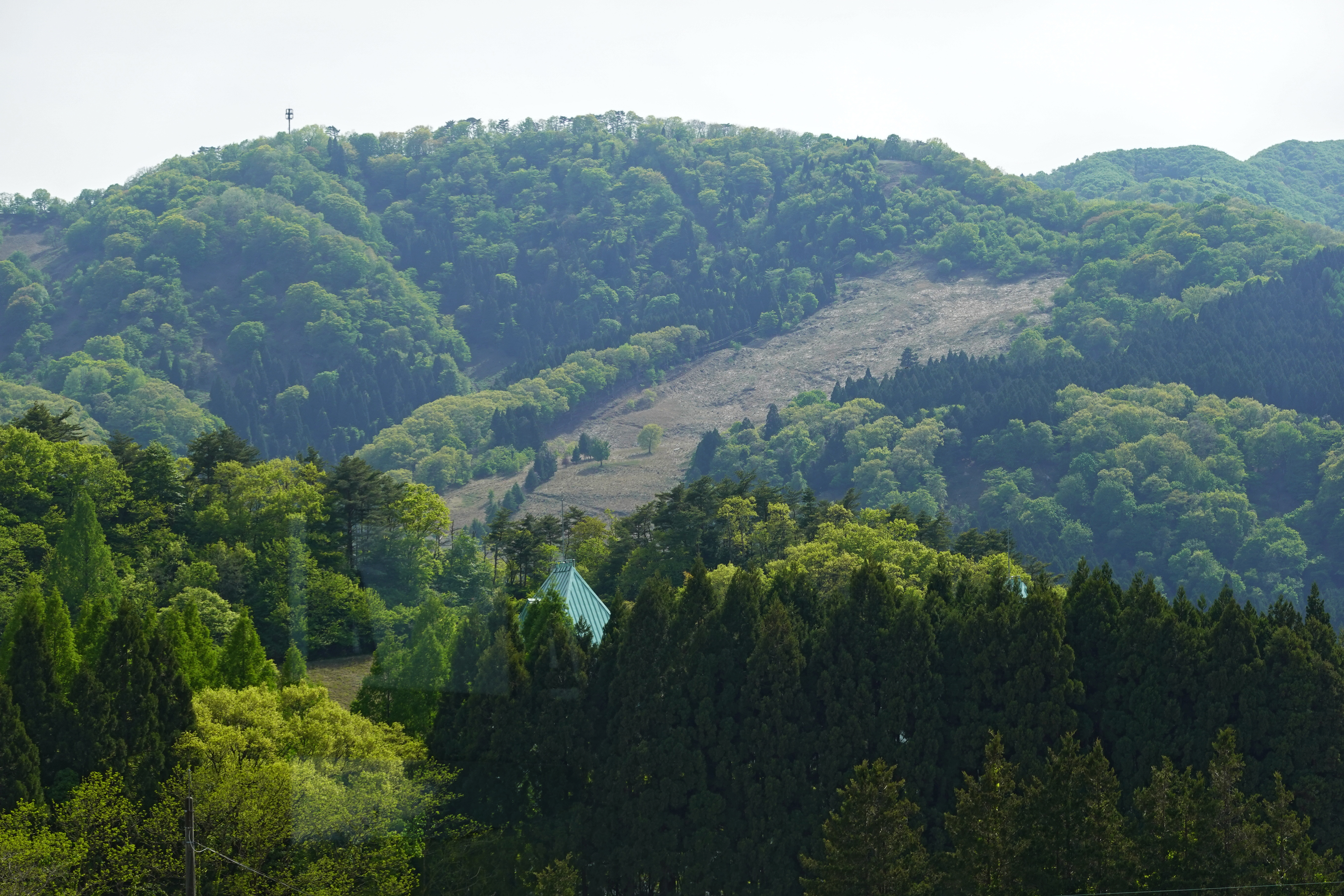
旧名色スキー場、神鍋高原展望台から

名色スキー場（なしきスキーじょう）は、兵庫県豊岡市の神鍋高原にあったスキー場である。2010年のシーズンを最後に廃業した。

## 概要
1966年にオープンし、ピーク時には5万人を超える人でにぎわった。
2004年は台風23号により大きな被害を受けた。また、ここ数年は温暖化の影響などでオープンに十分な積雪を得られないこともあったという。

## 特徴
神鍋山の外輪山に位置し、下部に初・中級者向け、上部に中・上級者向けのコースが配置され、最大40度の斜面を誇った。

## コース
7本のリフト、5つのコースがあった。台風の被害を受けた2004年度シーズンおよび2005年度シーズンは、下部にある3本のリフト、2つのゲレンデのみで営業し、その後、4本のリフトまで戻ったが、末期は3本のリフト、3つのゲレンデの営業となっていた。
- リフト本数― 7本
- 最長滑走距離― 2.2km
- 総コース数― 6コース
- 最大斜度― 40度 (馬の背コース)
- 標高トップ― 810m
- 標高ボトム― 320m
- コース難易度― 初級50%・中級30%・上級20%
- スノーボード― 全面滑走可

## 交通アクセス
- JR山陰本線江原駅から全但バス東河内・万場行きに乗車、「名色」下車。